# Смирнов, Александр Александрович (филолог)
Алекса́ндр Алекса́ндрович Смирно́в (27 августа [8 сентября] 1883, Москва — 16 сентября 1962 года, Ленинград) — русский и советский литературовед, литературный критик и переводчик, театровед (в том числе шекспировед), филолог-романист (историк французской и испанской литератур), основоположник советской и российской кельтологии, шахматист и шахматный литератор.
Доцент Петербургского (1910—1916), Пермского (1916—1917), Таврического (1917—1922) университетов, доктор филологических наук (1937), профессор Ленинградского университета (1934—1958).

## Биография
По документам — сын товарища обер-прокурора Сената Александра Дмитриевича Смирнова, фактически рождён его женой от Абрама Исааковича Зака (1828—1893), крупного финансового деятеля, директора Петербургского учётного и ссудного банка. Когда Александру было десять лет, А. И. Зак умер, а мать развелась со Смирновым. Троюродный брат (со стороны отца) — С. А. Венгеров, троюродные сёстры — З. А. Венгерова и И. А. Венгерова.
Смирнов поступил в 1901 году на физико-математический факультет Петербургского университета, перевёлся на романо-германское отделение историко-филологического, которое окончил в 1907 году.
Попал в круг литераторов-участников Религиозно-философских собраний. Сотрудничал в журнале Д. С. Мережковского и З. Н. Гиппиус «Новый путь» с критическими статьями, а в 1904 году написал совместный с Гиппиус рассказ-апокриф «Лилит». Круг общения Смирнова в символистской среде был достаточно широк, известно о его обмене письмами и личном знакомстве с А. А. Блоком; в дальнейшем как минимум до 1920-х годов в своих статьях он реагировал на события литературной жизни Серебряного века и предлагал их концепцию, встроенную в более широкое восприятие мировой культуры. Выступил как поэт в 1905 году в альманахе издательства «Гриф», под одной обложкой с дебютом Ходасевича. Был знаком и с Черубиной де Габриак — Елизаветой Дмитриевой, которая тоже начинала как романист и училась во Франции (в 1934 году, через шесть лет после смерти Дмитриевой в ссылке, Смирнову удалось издать под своей редакцией её перевод средневекового романа «Мул без узды»).
В 1905—1908 годах Смирнов ездил во Францию; отправившись туда изучать средневековую французскую литературу, увлёкся испанистикой и кельтологией, ездил в Испанию, в Бретани изучал бретонский язык. С 1909 года состоял членом Неофилологического общества. С 1910 года оставлен при Петербургском университете и в 1911 году вновь командирован университетом за границу; два года работал во Франции и Ирландии, был секретарём журнала «Revue Celtique» (1912—1913). С 1913 года в качестве приват-доцента преподавал в Петербурге, в 1916—1917 годах — на историко-филологическом факультете Пермского университета (читал лекции по истории западноевропейских литератур, вёл занятия по французскому и старофранцузскому языку). В Пермском университете А. А. Смирнов проработал один учебный год; после его отъезда место преподавателя истории западно-европейских литератур занял Б. А. Кржевский.
В мае 1917 года уехал в Крым, в Алушту, где его жена Елизавета Петровна Магденко содержала дачный пансион, к осени приехал в Петроград, но, спасаясь от революционных событий, вернулся в Крым к жене. В сентябре 1918 года они приехали в Харьков.
Затем преподавал в Симферополе в Таврическом университете. Продолжал печатать литературно-критические статьи. В 1922 году вернулся в Петроград, участвовал в дискуссии вокруг формального метода в литературоведении, преподавал в Петроградском-Ленинградском университете до 1958 года (с перерывом на эвакуацию во время войны). Профессор филологического факультета (1934), доктор филологических наук (1937). Работал также в Ленинградском театральном институте (ныне — РГИСИ).
К этому времени относится создание Смирновым русской кельтологической школы (одной из его учениц была В. Н. Ярцева), публикация «Ирландских саг» (1929; 2-е изд., 1933; 3-е изд. 1961) — первый перевод с языка оригинала.
Активно выступал как шекспировед, редактировал два собрания сочинений Шекспира, написал две книги о нём («Творчество Шекспира», 1934, «Шекспир», 1963, посмертно). Высоко оценивая шекспировские переводы Анны Радловой, переводы Б. Л. Пастернака считал «искажающими образ и мысль Шекспира, и потому объективно вредными».
В 1929—1939 годах написал большое количество статей о романских и кельтских литературах и о Шекспире для Литературной энциклопедии. Посмертно вышла книга «Средневековая литература Испании» (1969).
Будучи оппонентом на защите кандидатской диссертации М. М. Бахтина о Рабле (1945), предложил ходатайствовать о присуждении соискателю степени доктора.
Похоронен на Серафимовском кладбище.

## Школа перевода
В 1920-е годы в Советской России начала формироваться новая школа художественного перевода, основанная на централизованном планировании переводческой политики и повышении роли переводной литературы в культуре, с улучшением её качества, теоретическим изучением этой деятельности, единстве принципов художественного перевода. Александр Смирнов входил в сформировавшуюся вокруг филологического факультета ЛГУ группу переводчиков и литературоведов-испанистов, в которую также вошли Борис Кржевский, Давид Выгодский, Константин Державин, Вадим Рахманов, отчасти Владимир Пестовский, братья Михаил и Григорий Лозинские, Константин Мочульский. Люди этого круга считали себя преемниками и учениками Дмитрия Петрова, а тот фактически учился у Александра Веселовского.
Представители этой группы Александр Смирнов и Борис Кржевский начиная с 1927 года начали работать над академическим переводом «Хитроумного идальго Дон Кихота Ламанчского», который сделал этот роман Сервантеса любимым и узнаваемым в СССР, а самого автора — на испанском и других языках. Если до выхода первого тома романа в 1929 году в издательстве Academia совокупный тираж произведений Сервантеса составлял 122 100 экз. и уступал тиражу сочинений Бласко Ибаньеса (200 000), то к 1936 году общий тираж сочинений Сервантеса вырос до 123 400 экземпляров на русском и 66 385 — на испанском и других языках, тогда как произведения Бласко Ибаньеса вышли в свет только в 1935 году общим тиражом 10 300 экз.
Академическое издание «Дон Кихота» предварялось статьёй Смирнова «О переводах „Дон Кихота“», в которой Александр Александрович не только дал обзор переводов испанского классика на русский язык, но и предпринял литературоведческое исследование таких переводов. Он критикует отступления переводчиков от текста, их стремление переложить иностранную фактуру на русский лад или, напротив, чересчур точное следование первоисточнику, делающее перевод трудночитаемым. Он сформулировал задачу руководимого им коллектива так: «совместить максимальную точность с художественной проработкой, разумея под последней не просто „литературность“ как таковую, а передачу стилистических намерений самого Сервантеса».
Балансируя между двумя крайностями — модернизацией старинного текста и стилизованным соблюдением всех архаизмов, Смирнов и Кржевский склонялись к модернизации. «Главной нашей заботой было все же дать не „филологическую реконструкцию“, а вполне живой, художественный текст, столь же ясный и легкий для восприятия современного русского читателя, каким он был во времена Сервантеса для тогдашнего читателя — испанца», — подчеркнул Смирнов.

## Шахматная деятельность
А. А. Смирнов был сильным шахматистом первой категории. В 1912 году был чемпионом Парижа по шахматам, в 1920-х годах был ключевым сотрудником журнала «Шахматный листок». Участвовал в так называемом «турнире десяти» (Ленинград, 1925 г.), где занял 9 место (впереди Я. Г. Рохлина). Единственную победу он одержал над И. П. Голубевым. В том же году в профсоюзных соревнованиях сыграл свою самую известную партию (против первокатегорника Якобсона). Эту партию А. П. Сокольский неоднократно помещал в разные издания своей книги «Современный шахматный дебют» как образец борьбы в гамбите Фрома. Аналогично В. Н. Панов и Я. Б. Эстрин включили эту партию в очередное издание своей книги «Курс дебютов».
А. А. Смирнов написал книгу «Красота в шахматной партии» (1925). Перевёл на русский язык книги Х. Р. Капабланки «Моя шахматная карьера», Р. Рети «Учебник шахматной игры», С. Г. Тартаковера «Уроки шахматной стратегии», М. Эйве «Самоучитель шахматной игры», «Уроки шахматной игры» и «Курс шахматных лекций», К. Торре «Как формируется шахматист».

## Награды
- Орден Трудового Красного Знамени (10.06.1945)

## Публикации А. А. Смирнова
- Словарь шахматиста / сост.: М. С. Коган, Л. И. Куббель, Г. Я. Левенфиш, Я. Г. Рохлин, В. И. Созин; под общ. ред. проф. А. А. Смирнова. — Л.: Шахматный листок, 1925. — 518 с. — 6000 экз.
- Смирнов, Александр Александрович. Красота в шахматной партии. Статья и собрание 30 красивейших партий и концов партий, игранных за последние 5 лет, с подробным комментарием и 52 диаграммами. — Л.: Academia, 1925. — 112 с. — 6000 экз.
- Смирнов А. А. Из истории западно-европейской литературы, М.; Л.: Худож. лит, 1965.
- Смирнов А. А. Средневековая литература Испании. Л.: Наука, 1969.
- Смирнов А. А. Письма к Соне Делоне. М.: НЛО, 2011.
- Создание предисловий и примечаний, вступительных статей:
- Сервантес М. Хитроумный идальго Дон Кихот Ламанчский; пер. под ред. и с вступ. статьями Б. А. Кржевского и А. А. Смирнова. М.; Л.: Academia, 1935. (Сокровища мировой литературы).
- Сервантес М. Хитроумный идальго Дон Кихот Ламанчский / пер. под ред. и со вступ. ст. Б. А. Кржевского и А. А. Смирнова; введение П. И. Новицкого. М.; Л., 1935. Т. 1.
- Сервантес М. Хитроумный идальго Дон Кихот Ламанчский: в 2 т. / пер. под ред. Б. А. Кржевского и А. А. Смирнова; предисл. А. И. Белецкого. Л.: Молодая гвардия, 1935—1937.
- Шекспир В. Избранные сочинения: в 4 т. / ред., вступ. ст. и объяснения А. А. Смирнова. М.; Л.: Детиздат, 1938.
- Сервантес М. Хитроумный идальго Дон Кихот Ламанчский / пер. под ред. Б. А. Кржевского и А. А. Смирнова. Л.: Лениздат, 1949 (тип. им. Володарского): в 2 т. (Б-ка школьника). Т. 1. 600 с.
- Сервантес М. Хитроумный идальго Дон Кихот Ламанчский: в 2 т. Рига: Латгосиздат, 1951. Т. 1 / примеч. сост. А. А. Смирнов. 1951. 560 с.
- Монтень М. Опыты: в 3 кн. Кн.3 / примеч. А. С. Бобовича, А. А. Смирнова. М.: Наука, 1979. 535 с. (Литературные памятники)
- Шекспир В. Собрание сочинений / вступ. ст. А. Смирнова. Воронеж: Информ.-изд. фирма «Инфа», 1993. Т. 1. 557 с.
- Шекспир В. Гамлет, принц датский; Отелло; Макбет / примеч. А. Смирнова // Шекспир В. Полное собрание сочинений. М.: Изд. центр «Терра», 1994. Т. 8. 685 с.
- Шекспир В. Два веронца; Венецианский купец; Сон в летнюю ночь; Тит Андроник / примеч. А. Смирнова // Шекспир В. Полное собрание сочинений. М.: Изд. центр «Терра», 1994. Т. 5. 684 с.
- Шекспир В. Ромео и Джульетта; Много шума из ничего; Виндзорские насмешницы / примеч. и коммент. А. Смирнова // Шекспир В. Полное собрание сочинений. М.: Изд. центр «Терра», 1993. Т. 6. 540 с.
- Французская литература XVI в. Кн. 3 / примеч. к т. 1-2 А. С. Бобович, А. А. Смирнов]. М.: Изд. центр «Терра». 541 с.
- Сервантес М. Хитроумный идальго Дон Кихот Ламанчский: в 2 т. / пер. под ред. Б. Кржевского, А. Смирнова. М.: Вече, 2000. Т. 1. 539 с. Т. 2. 575 с.

## Комментарий
1. ↑  На этой даче собирались литературоведы, философы, поэты, артисты. Летом 1917 года на даче Магденко были: художник В. И. Шухаев с женой В. Ф. Гвоздевой, режиссёр С. Э. Радлов с женой А. Д. Радловой, С. Н. Андроникова, поэтесса П. О. Богданова-Бельская, А. Л. Слонимский, В. А. Чудовский, О. Э. Мандельштам, В. М. Жирмунский, литературовед К. В. Мочульский.